# Ti amo non lo so dire
Ti amo non lo so dire è un singolo della cantante italiana Noemi, pubblicato il 2 febbraio 2022 su etichetta discografica Columbia Records e Sony Music.
Il brano è stato eseguito in gara al Festival di Sanremo 2022 durante la prima serata della kermesse musicale. Si classifica quindicesima, ma parte tra le più trasmesse in radio del festival.

## Descrizione
Il brano, scritto da Mahmood, Alessandro La Cava e Dardust, è stato descritto dalla cantante durante un'intervista concessa a Billboard Italia:
È caratterizzato da un ritornello percussionistico.

## Accoglienza
Il Messaggero descrive il brano come «una metafora per poter spiegare questa fragilità. Perché per dire ti amo ci vuole un coraggio immenso. Per raccontare questa dicotomia ho scelto un pezzo uptempo con un testo importante che ben rappresenta l’energia e l’equilibrio tra mente e corpo necessari per affrontarla».
Francesco Chignola di TV Sorrisi e Canzoni descrive la canzone come «contemporanea e suggestiva», paragonandola al brano Glicine, che raconta di «un autentico flusso di coscienza sulla necessità di superare il timore di cambiare».
Massimo Longoni di TGcom24 ritrova nella canzone della cantante «due volti: apre nel solco delle ballad più classiche di Noemi e poi decolla con un'esplosione di elettronica che, complice un mix assassino, ne sovrasta spesso la voce. Tra cambi di tonalità e di atmosfera l'impressione è che lei debba un po' inseguire per stare dentro al pezzo».
Francesco Prisco, scrivendo per Il Sole 24 Ore, riscontra nel brano «un tentativo di ringiovanimento» ma ribadendo che «sulla scena musicale bastano due anni e ti riscopri vecchio», riscontando comunque che la cantante abbia «una delle più belle voci soul che abbiamo in Italia».

## Video musicale
Il video del brano, diretto da Cristiano Pedrocco, è stato pubblicato sul canale YouTube della cantante lo stesso giorno di uscita del brano.

## Tracce
Testi e musiche di Dario Faini, Alessandro Mahmoud e Alessandro La Cava.
1. Ti amo non lo do dire – 3:37

## Classifiche
| Classifica (2022) | Posizione massima |
| ----------------- | ----------------- |
| Italia            | 11                |